# Yopurga
Yopurga (chiń. 岳普湖县; pinyin: Yuèpǔhú Xiàn; ujg. يوپۇرغا ناھىيىسى, Yopurgha Nahiyisi) – powiat w zachodnich Chinach, w regionie autonomicznym Sinciang, w prefekturze Kaszgar. W 2000 roku liczył 129 441 mieszkańców.